# FC Energetik-BGU Minsk
FC Energetic-BGU Minsk je běloruský fotbalový klub z Minsku. Byl založen v roce 1996. V sezóně 2022/2023 byl druhý v Běloruské Premier League, nejvyšší běloruské klubové soutěži. Kvůli ovlivňování zápasů však klubu vzali licenci UEFA, a proto si nezahraje Evropské poháry. Klub má také ženský tým, který hrál Ženskou ligu mistrů.

## Historie
Klub byl založen v roce 1996 jako Zvezda Minsk. Později byl přejmenován na BGU, což je ruská zkratka a znamená Běloruská státní univerzita.
Klub debutoval v Běloruské Premier League v roce 2002 a hrál tam až do roku 2005.

## Soupiska
| Číslo |            | Pozice | Hráč                   |
| ----- | ---------- | ------ | ---------------------- |
| 1     | Bělorusko  | B      | Konstantin Veretynskiy |
| 4     | Bělorusko  | O      | Ilya Kazakow           |
| 5     | Bělorusko  | Z      | Stepan Gomonov         |
| 6     | Bělorusko  | Z      | Ivan Aheyew            |
| 7     | Uzbekistán | Z      | Amirbek Bakayev        |
| 8     | Rusko      | Z      | Ivan Semin             |
| 9     | Bělorusko  | Z      | Danila Chul            |
| 10    | Rusko      | Z      | Magomedemin Rabadanov  |
| 12    | Bělorusko  | O      | Yevgeniy Voyna         |
| 13    | Bělorusko  | B      | Denis Seledtsov        |
| 14    | Bělorusko  | Ú      | Nikita Bobchenok       |
| 16    | Bělorusko  | O      | Daniil Gavrilchuk      |
| 17    | Bělorusko  | Z      | Artur Starovoytov      |
| 18    | Bělorusko  | Ú      | Dmitriy Dubrov         |

| Číslo |           | Pozice | Hráč              |
| ----- | --------- | ------ | ----------------- |
| 19    | Bělorusko | O      | Yegor Lukashenko  |
| 21    | Bělorusko | O      | Syarhey Volkaw    |
| 20    | Rusko     | Z      | Magomed Tagayev   |
| 22    | Bělorusko | B      | Vadim Kazlovskiy  |
| 23    | Bělorusko | O      | Artem Glotko      |
| 24    | Rusko     | Z      | Arseniy Vayner    |
| 26    | Bělorusko | Z      | Matvey Borisevich |
| 27    | Bělorusko | Z      | Nikita Solonovich |
| 28    | Bělorusko | O      | Yegor Kononchuk   |
|       | Bělorusko | O      | Arseniy Sokol     |
|       | Bělorusko | Z      | Maksim Kozyurenko |
|       | Rusko     | Z      | Igor Klyushkin    |
|       | Bělorusko | Ú      | Daniil Lesko      |